# Veverka krátkouchá
Veverka krátkouchá (Sciurus anomalus) je druh hlodavce z čeledi veverkovití (Sciuridae) a rodu Sciurus. Její délka je asi 48 cm, hmotnost 200 gramů. Bývá aktivní ve dne. Živí se oříšky a semínky

## Areál rozšíření
Vyskytuje se v pásu od Íránu přes Irák, Sýrii, Turecko, Kavkaz až do Řecka.

## Externí odkazy

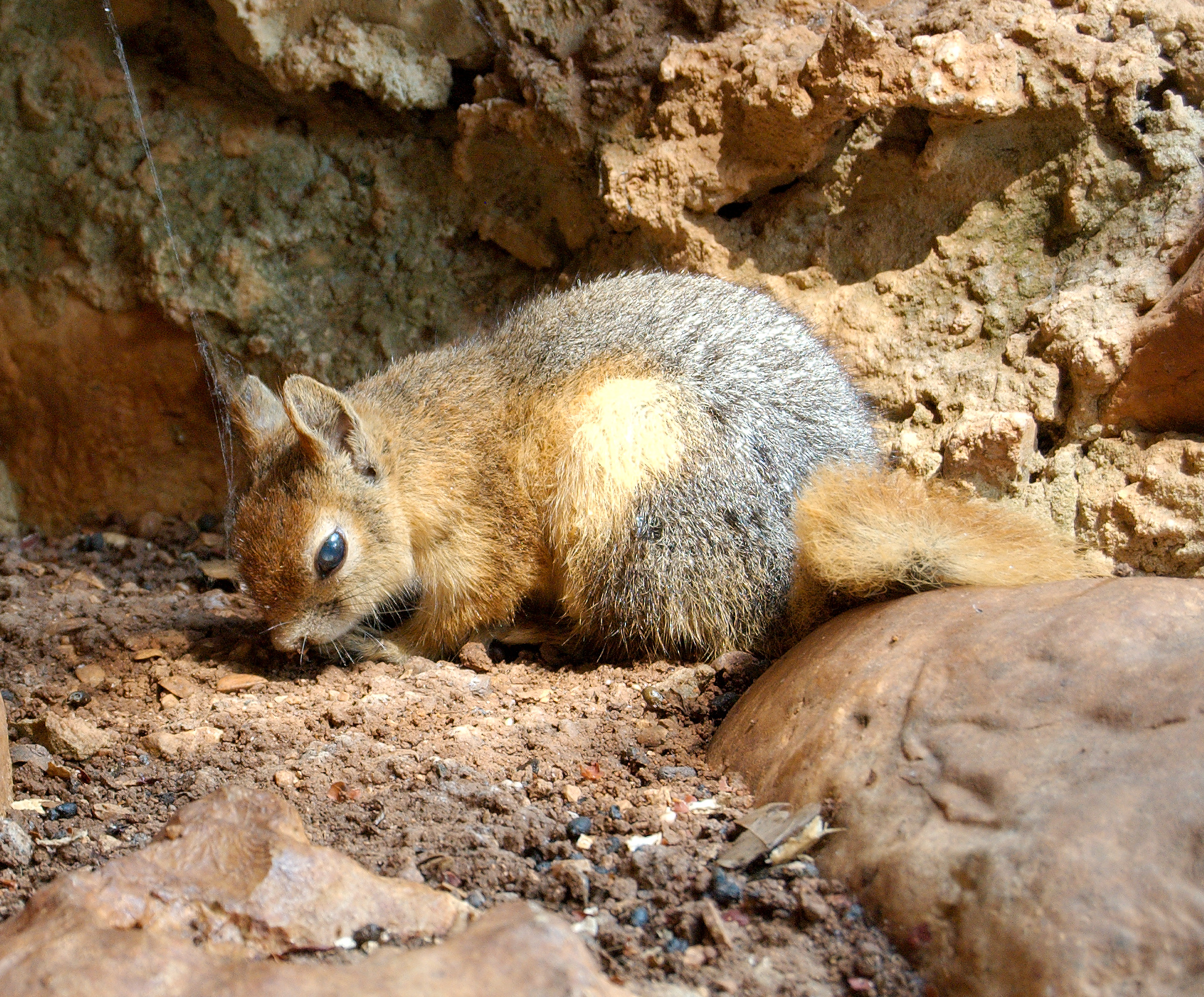
Veverka krátkouchá

## Synonyma
- Sciurus persicus
- veverka kavkazská
- veverka perská